# Calle Chacabuco
La calle Chacabuco es una calle de la comuna de Santiago, en el sector centro de la ciudad homónima, Chile.
Fue bautizada así en honor a la victoria en la Batalla de Chacabuco, contienda ocurrida el 12 de febrero de 1817 y de trascendentales consecuencias para alcanzar la Independencia de Chile.
Antiguamente era una calle concurrida, ya que se encontraba el cine-teatro Selecta o Chacabuco. También contaba con servicios de los tranvías de Santiago (aún se pueden observar sus rieles).
Continúa hacia el sur de la Avenida Libertador General Bernardo O'Higgins con el nombre de Avenida Exposición.